# Westgate (Floryda)

Obszary zarejestrowane i nieposiadające osobowości prawnej w hrabstwie Palm Beach na Florydzie, z zaznaczonymi na czerwono domami Westgate-Belvedere

Westgate – jednostka osadnicza w Stanach Zjednoczonych, w stanie Floryda, w hrabstwie Palm Beach.